# Tarkalepkefélék
A tarkalepkefélék vagy főlepkék (Nymphalidae) a rovarok (Insecta) osztályának lepkék (Lepidoptera) rendjébe, ezen belül a valódi lepkék (Glossata) alrendjébe tartozó, fajgazdag család.

## Származásuk, elterjedésük
Ebbe a csoportba tartoznak a legidősebb ismert nappali lepkék: a Fabriciana nem egyik fajának kb. 40 millió éves maradványai az Egyesült Államok Colorado államában, a Florissant-tó ősi medréből kerültek elő.

## Megjelenésük, felépítésük
Első pár lábuk csökevényes (főleg a hímeké); azt csak fejük tisztogatására használják.
Egyes fajok szárnyának szegélye csipkés, fogazott. Szárnyuk általában élénk színű, a szárnyak felső és alsó felülete eltérő rajzolatú.
Sok faj szárnyát gyöngyházas, ezüstös foltok (ritkábban sávok) tarkítják. Ezeket nevezik gyöngyházlepkéknek.
Hallószervük a timpanális szerv.
Hernyóik többnyire tüskések.

## Életmódjuk, élőhelyük
A nagyobb termetű fajok röpte igen gyors és erőteljes; több ismert vándorlepke faj ebbe a családba tartozik (Ronkay, 1986).

## Rendszerezésük
A családnak 12 alcsaládja van (melyekbe mintegy 600 nem és 5700 faj tartozik)
Alcsaládjai:
- Színjátszó lepkék (Apaturinae)
- Biblidinae
- Calinaginae
- Charaxinae
- Cyrestinae
- Bűzpillefélék (Danainae)
- Helikonlepkék (Heliconiinae)
- Csőröslepkék (Libytheinae)
- Fehérsávos lepkék (Limenitidinae)
- Morphinae
- Tarkalepkék (Nymphalinae)
- Szemeslepkék (Satyrinae)

Egyes alcsaládok nemei, és fajai, a teljesség igénye nélkül:
(Némelyik alcsalád annyira fajgazdag, hogy a kellő tagolás érdekében az alcsalád és a faj között négy rendszertani szintet különítenek el: nemzetség, alnemzetség, nem, alnem.)
- Morphinae alcsalád (3 nem)
  - Antirrhea nem
  - Caerois nem
  - Morpho nem (12 alnem, 83 faj)
    - (pl. Azúrlepke faj (Morpho peleides))

- Tarkalepkék alcsalád (Nymphalinae) (7 nemzetség)
  - (pl. Gyöngyházlepke nem (Argynnis) a Heliconiini nemzetségben) mintegy 40 faj, pl.:
    - Nagy gyöngyházlepke (Argynnis paphia)
    - Zöldes gyöngyházlepke (Argynnis pandora, Pandoriana pandora)
    - Kerekfoltú gyöngyházlepke (Argynnis aglaja)

  - (pl. a Melitaea nem a Melitaeini nemzetségben) több mint 60 faj, pl.:
    - Közönséges tarkalepke faj (Melitaea athalia)
    - Réti tarkalepke faj (Melitaea cinxia)
    - Tüzes tarkalepke faj (Melitaea didyma)

  - (pl. Aglais nem a Nymphalini nemzetségben) 1 faj:
    - Nappali pávaszem faj (Aglais io)

  - (pl. Nymphalis nem a Nymphalini nemzetségben) 8 faj, pl.:
    - Kis rókalepke (Nymphalis urticae)
    - Nagy rókalepke (Nymphalis polychloros)
    - Gyászlepke (Nymphalis antiopa)

  - (pl. Polygonia nem a Nymphalini nemzetségben) 17 faj, pl.:
    - C-betűs lepke faj (Polygonia c-album)

  - (pl. a Vanessa nem a Nymphalini nemzetségben) 20 élő faj, pl.:
    - Atalanta-lepke (Vanessa atalanta)
    - Bogáncslepke (Vanessa cardui)

- Szemeslepkék alcsalád (Satyrinae) (7 nemzetség)
  - (pl. az Aphantopus nem a Satyrini nemzetségben) 1 faj:
    - Közönséges ökörszemlepke faj (Aphantopus hyperantus)

  - (pl. a Maniola nem a Satyrini nemzetségben) 6 faj, pl.:
    - Nagy ökörszemlepke faj (Maniola jurtina)

  - (pl. a Melanargia nem a Satyrini nemzetségben) 3 faj, pl.:
    - Sakktáblalepke (Melanargia galathea)

  - (pl. a Minois nem a Satyrini nemzetségben) 4 faj, pl.:
    - Fekete szemeslepke faj (Minois dryas)

  - (pl. a Lasiommata nem a Satyrini nemzetségben) 18 faj, pl:
    - Nagyfoltú szemeslepke faj (Lasiommata maera)

  - (pl. az Oeneis nem a Satyrini nemzetségben) több mint 30 faj, pl.:
    - Alpesi jegeslepke faj (Oeneis glacialis)

  - (pl. a Coenonympha nem a Satyrini nemzetségben) több mint 40 faj, pl.:
    - Fehéröves szénalepke faj (Coenonympha arcania)
    - Közönséges szénalepke faj (Coenonympha glycerion)
    - Kis szénalepke faj (Coenonympha pamphilus)

  - (pl. az Euphydryas nem a Melitaeini nemzetségben) 17 faj, pl.:
    - Mocsári tarkalepke faj (Euphydryas aurinia)
    - Havasi tarkalepke faj (Euphydryas cynthia)
    - Díszes tarkalepke faj (Euphydryas maturna)

Gyöngyházlepkék
Azokat a nemeket, amelyekben a lepkék szárnyainak fonákján gyöngyházfényű foltok (ritkábban: sávok) vannak, összefoglaló néven gyöngyházlepkéknek nevezzük. Az ebbe a parafiletikus csoportba tartozó nemek pl.:
- Gyöngyházlepke nem (Argynnis) (Tarkalepkék alcsalád)
- Boloria nem  (Helikonlepkék alcsalád)
- Brenthis nem (Helikonlepkék alcsalád)
- Clossiana nem (Helikonlepkék alcsalád)
- Issoria nem (Helikonlepkék alcsalád)